# Bramham Island
Bramham Island är en ö i Kanada.   Den ligger i Regional District of Mount Waddington och provinsen British Columbia, i den sydvästra delen av landet, 3 800 km väster om huvudstaden Ottawa. Arean är 25,6 kvadratkilometer.
Terrängen på Bramham Island är platt. Öns högsta punkt är 148 meter över havet. Den sträcker sig 4,9 kilometer i nord-sydlig riktning, och 9,3 kilometer i öst-västlig riktning.
Öarna Fox Islands ligger norr om Bramham Island. 
I omgivningarna runt Bramham Island växer i huvudsak barrskog. Trakten runt Bramham Island är nära nog obefolkad, med mindre än två invånare per kvadratkilometer.